# Scotty Nguyen
Thuan Nguyen, meglio noto come Scotty Nguyen (Nha Trang, 28 ottobre 1962), è un giocatore di poker vietnamita naturalizzato statunitense, campione del mondo nel 1998.

## Carriera
Con i suoi cinque braccialetti WSOP vinti, Nguyen si dimostra uno dei più forti giocatori del mondo ed è ancora l'unico ad aver vinto sia il Main Event (alle WSOP 1998) che il torneo 50000 $ H.O.R.S.E. (alle WSOP 2008).
La mano finale dell Main Event delle World Series of Poker 1998 mostrava sul board: 8♣ 9♦ 9♥ 8♥ 8♠; è a questo punto che Nguyen esclamò la frase: "You call, it's gonna be all over, baby!". L'avversario Kevin McBride chiamò la puntata, e Nguyen vinse con un full avendo in mano 9♣ J♦.
Dopo aver giocato diversi tavoli finali del World Poker Tour, riuscì a vincere il primo titolo nel gennaio 2006, battendo Michael Mizrachi nel testa a testa finale. Con questa vittoria Nguyen diventa uno dei soli cinque che abbiano vinto un Main Event WSOP e un titolo WPT; condivide il primato con Dan Harrington, Doyle Brunson, Carlos Mortensen e Joe Hachem.
Alle WSOP 2007 centra un secondo posto in un evento di Seven Card Stud high low split eight or better. Sfiora poi il tavolo finale del Main Event, fermandosi 11° su 6 358 giocatori, guadagnando 476926 $.
Alle WSOP 2008 vince il $50,000 World Series of Poker H.O.R.S.E.; la vittoria fu seguita da numerose polemiche per il comportamento tenuto nei confronti degli avversari al tavolo finale: fu visto infatti bere molti alcolici e insultare o prendersi gioco degli avversari. Si scuserà mesi più tardi, dopo che il tavolo finale fu trasmesso in televisione.
Tra il 2000 e il 2004 ha raggiunto piazzamenti utili in più di cento tornei; si calcola che in carriera abbia vinto più di 11000000 $.
Nel 2013 è stato inserito nel Poker Hall of Fame.

## Braccialetti World Series of Poker
| Anno | Torneo                                      | Premio (US$) |
| ---- | ------------------------------------------- | ------------ |
| 1997 | $2.000 Omaha 8 or Better                    | 156959 $     |
| 1998 | $10.000 No Limit Hold'em World Championship | 1000 $       |
| 2001 | $2.500 Pot Limit Omaha                      | 178480 $     |
| 2001 | $5.000 Omaha Hi-Lo Split Eight or Better    | 287500 $     |
| 2008 | $50.000 H.O.R.S.E. World Championship       | 1989120 $    |